# Per Edvin Sköld
Pour les articles homonymes, voir Sköld.
Per Edvin Sköld, né le 25 mai 1891 à Svedala, mort le 13 septembre 1972 à Norra Rörum, est un homme politique, député et ministre suédois.

## Formation et carrière
Titulaire d'une licence de lettres, Per Edvin Sköld est élu en 1918 à la chambre basse du parlement suédois sous les couleurs du parti social-démocrate. Il est ministre de l'Agriculture de 1932 à 1936 et de 1945 à 1948, ministre du Commerce de 1936 à 1938, ministre de la Défense de 1938 à 1945, ministre sans portefeuille de 1948 à 1949 et enfin ministre des Finances de 1949 à 1955. Il est parlementaire de 1918 à 1964.

## Vie personnelle
Per Edvin Sköld est le fils de l'agriculteur et député Nils Peter Sköld. Il se marie en 1918 avec Edit Persson. Il est le père du commandant en chef de l'armée de terre suédoise Nils Sköld, du maréchal du Royaume Per Sköld, de Lars Sköld et de l'administratrice générale du patrimoine Margareta Biörnstad.